# Gens Pompília
La gens Pompília (en llatí Pompilia gens) va ser una gens romana d'origen plebeu, una de les més antigues famílies romanes.
Un tribú de la plebs que porta el nom de Sextus Pompilius apareix mencionat l'any 420 aC. Tot i la seva antiguitat només tres personatges de la família tenen referències d'algun autor i cap va arribar a les altes magistratures. A més de Sext Pompili, Ciceró parla d'un Pompili, cavaller romà, que era amic de Catilina. També es coneix al gramàtic Marc Pompili Andrònic.
Dues famílies deien que descendien de Numa Pompili, la gens Calpúrnia i la gens Pompònia, però aquesta gens Pompília no ho reivindicava.